# Mazières-de-Touraine
Mazières-de-Touraine település Franciaországban, Indre-et-Loire megyében. Lakosainak száma 1463 fő (2022. január 1.). Mazières-de-Touraine Ambillou, Avrillé-les-Ponceaux, Cinq-Mars-la-Pile, Cléré-les-Pins, Saint-Étienne-de-Chigny és Langeais községekkel határos.

## Népesség
A település népességének változása:
| Lakosok száma | 664  | 705  | 961  | 1109 | 1313 | 1291 | 1331 | 1390 | 1416 | 1463 |
|               | 1968 | 1982 | 1990 | 2006 | 2013 | 2015 | 2017 | 2019 | 2020 | 2022 |